# Ариберто (кардинал)
Ариберто (Ariberto, Amberto) — католический церковный деятель XII века. На консистории 1143 года был провозглашен кардиналом-священником с титулом церкви Сант-Анастазия. Участвовал в выборах папы 1144 (Луций II), 1145 (Евгений III), 1153 (Анастасий IV) и 1154 (Адриан IV) годов.